# Kluger See

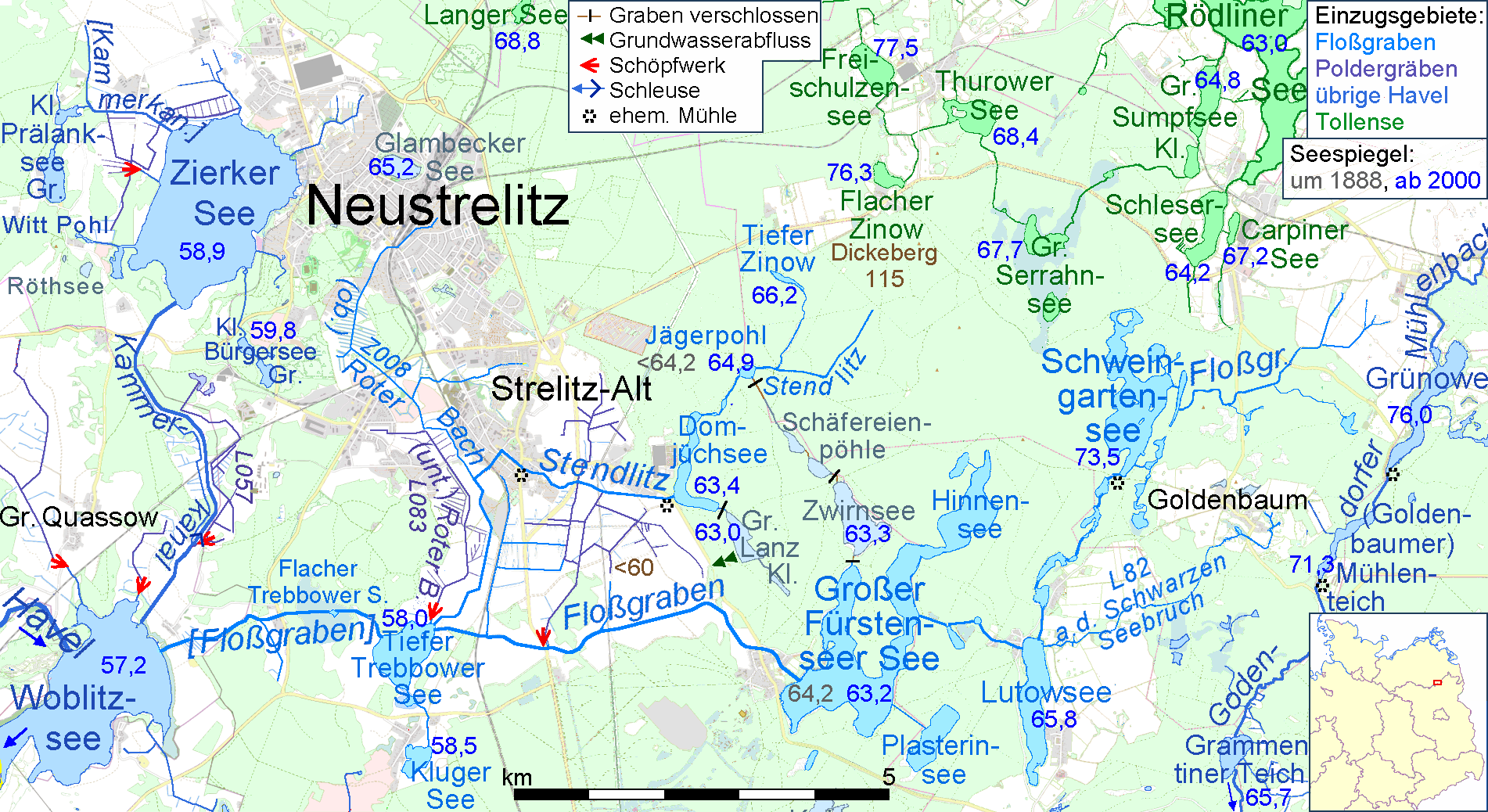
Kluger See im Einzugsgebiet des Floßgrabens bei Neustrelitz

Der Kluge See ist ein See im Stadtgebiet von Neustrelitz im Landkreis Mecklenburgische Seenplatte im Süden Mecklenburg-Vorpommerns.
Das am östlichen Rand des Neustrelitzer Ortsteils Klein Trebbow gelegene Gewässer besitzt eine Größe von etwa elf Hektar bei einer maximalen Ausdehnung von etwa 360 mal 440 Metern. Die Wasseroberfläche liegt 58,3 m ü. NHN. Die größten Tiefen erreichen mehr als fünf Meter. Es existiert kein oberirdischer Zufluss. Nach Norden besteht ein Abfluss zum Tiefen Trebbower See, der vom Havelzufluss Floßgraben durchströmt wird. Der See ist von einem lockeren Baumgürtel umgeben, an den sich nach Norden, Osten und Süden kleine Grünflächen mit einem dahinter befindlichen Waldgebiet anschließen. Am Nordwestufer liegt eine Badestelle.